# Kajaani
Kajaani (på svensk: Kajana) er en by i det nordøstlige Finland, med et indbyggertal (pr. 2008) på cirka 38.000. Byen ligger ved bredden af søen Oulujärvi. Indtil 2009 hørte byen til Oulus len. Byen hører til landskabet Kajanaland. Administrativt hører kommunen og landskabet under Nordfinlands regionsforvaltning.
Kajaani blev grundlagt i 1651.
64°13′N 27°44′Ø / 64.217°N 27.733°Ø
- Wikimedia Commons har flere filer relateret til Kajaani

1. ↑  www.kajaani.fi (fra Wikidata).
2. ↑  Population growth biggest in nearly 70 years, Statistikcentralen (fra Wikidata).